# 查汗加德海寺
查汗加德海寺，位于内蒙古自治区鄂尔多斯市鄂托克旗，是一座藏传佛教格鲁派寺院。

## 简介
查汗加德海寺始建于清朝光绪六年（1880年），由鄂托克旗第十一代王爷查格达尔扎布首倡而创建。查汗加德海寺的寺名，意为“清澈湖海”。当时，该寺建筑格局完整，喇嘛很多，香火鼎盛，是鄂托克旗东南部的重要宗教活动场所。后来，该寺建筑全部毁坏，文物流散于民间，喇嘛或还俗、或出走他乡。
2005年夏，有关部门启动了重建查汗加德海寺工程，2007年10月竣工。随后举行了开光典礼。
重建后的查汗加德海寺，建筑宏伟，作为宗教活动场所对外开放，香客络绎不绝，成为鄂托克旗内集庙会、物资交流、娱乐、体育比赛为一体的佛教圣地及旅游景区。查汗加德海寺内存有一株高大的木瓜树，到2011年已存活200余年，被视为神树。